# لونا 5
لونا 5 (بالإنجليزية: Luna 5)‏ كانت مركبة فضائية سوفيتية غير مأهولة صممت بهدف أن تهبط على سطح القمر في إطار برنامج لونا. وكان من المفترض أن تكون أول مركبة فضاء تجري عملية هبوط سليمة على سطح القمر، ولكن حدث عطل عند محاولة تشغيل الصاروخ الكابح مما جعلها تتعرض لإصدام مع سطح القمر.